# 石濱朗
石濱 朗（いしはま あきら、1935年1月29日 - 2022年7月26日）は、日本の俳優。石浜朗とクレジットされる作品もある。最終所属はミズキ事務所。血液型はB型。身長172cm、体重68kg。
東京府（東京都）出身。立教大学文学部英文科卒業。

## 人物・略歴

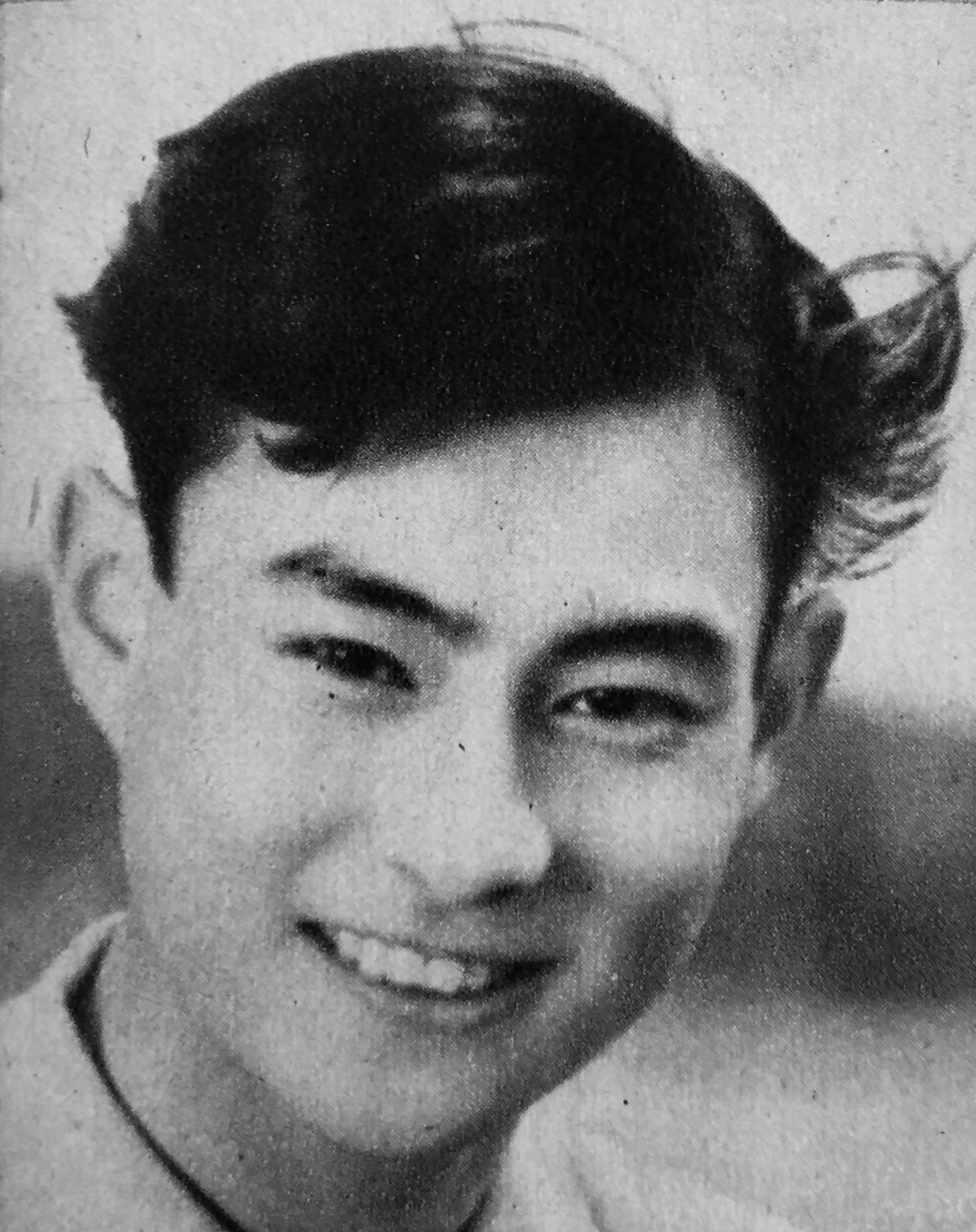
1954年

1951年、高校在学中に姉に薦められて応募した『少年期』にて16歳でデビュー。演技が好評だったため、そのまま松竹専属になる。
木下惠介、野村芳太郎、小林正樹などの作品に出演していた。
1961年からは『若い季節』に出演。テレビドラマでの助演も務めた。
2009年より日本映画俳優協会の理事長を務める。
2014年3月12日、東京・池袋の新文芸坐での特集「有馬稲子と十八人の監督たち」のトークショーに出演。
2022年7月26日、老衰のため埼玉県内の病院にて死去。87歳没。

## 出演

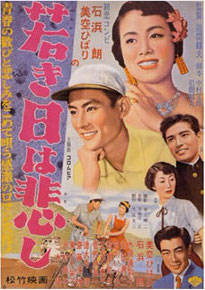
映画『若き日は悲し』（ポスター）での石濱（中央）。右上は美空ひばり。

### 映画
- 少年期（1951年） - 一郎
- 波  (1952年 松竹) - 駿（十七歳）
- 沖縄健児隊（1953年）
- 風立ちぬ（1954年） - 坂井弘
- この広い空のどこかに（1954年） - 弟・登
- 伊豆の踊子（1954年。共演：美空ひばり）
- 若き日は悲し（1954年）
- 遠い雲（1955年）
- 青銅の基督（1955年） - 吉三郎
- 太陽とバラ[2] Roses On the Arm （1956年）
- 白い魔魚（1956年）
- 挽歌（1957年）
- 気違い部落（1957年）
- 荒城の月（1958年）
- 人間の條件 第1部・第2部（1959年）
- 惜春鳥（1959年）
- 波の塔（1960年）
- 銀嶺の王者（1960年）
- 永遠の人[3] Immortal Love （1961年）
- 山河あり（1962年）
- 切腹[4] Harakiri （1962年）
- 白日夢（1964年）
- 怪談雪女郎（1968年） - 与作
- 不毛地帯（1976年） - 柳秘書（社長付）
- 突然、嵐のように（1977年）
- 悪魔が来りて笛を吹く（1979年） - 新宮利彦
- 仮面ライダーBLACK 恐怖!悪魔峠の怪人館（1988年） - 牧野博士
- 私を抱いてそしてキスして（1992年）
- 八つ墓村（1996年） - 森荘吉
- 誘拐（1997年） - 跡宮壮一郎
- こむぎいろの天使 すがれ追い（1999年）
- 石井のおとうさんありがとう（2004年） - 菅之芳
- 筆子・その愛 -天使のピアノ-（2007年）
- 輪違屋糸里（2018年） - 甘味処 隠居（特別出演）
- みとりし（2019年） - 東條勝治

### テレビドラマ
- 赤い椿の花 （1961年4月 - 9月、NHK）
- 水戸黄門（1964年） - 佐々木助三郎 役※ブラザー劇場版
- 若い季節（1960年代）
- 青年同心隊 第10話「同心隊ハッスルす」（1965年、TBS）- 惣吉
- 三匹の侍（CX）
  - 第4シリーズ 第18話「処刑」（1967年） - 小平
  - 新三匹の侍 第1話「男が男が抜いた時」（1970年） - 望月新八郎 役
- 銭形平次（CX / 東映）
  - 第75話「お妻あわれ」（1967年） - 圭吾
  - 第137話「三日だけの子守歌」（1968年） - 原沢新之助
- 風 第10話「すっ飛び東海道」（1967年、TBS / 松竹）
- 素浪人 花山大吉 第11話「その一言に弱かった」（1969年、NET / 東映） - 河合又一郎
- 用心棒シリーズ 俺は用心棒 第8話「宿場からは遠く」（1969年、NET / 東映） - 吉川平馬
- プレイガール （12ch / 東映）
  - 第42話「スリラー・血ぬられた女の館」（1970年）
  - 第93話「死んで肌身が咲くものか」（1971年）
- 鬼平犯科帳 第１シリーズ 第24話「八丁堀の女」（1970年、NET / 東宝）- 松尾仙之助 役
- 特別機動捜査隊（NET / 東映）
  - 第311話「沈黙の人」（1967年） - 梨木
  - 第343話「夢の崩れるとき」（1968年）
  - 第451話「雨の中の慕情」（1970年） - 重永
  - 第474話「血の鎖」（1970年）
- 木下恵介・人間の歌シリーズ 俄－浪花遊侠伝（1970年、TBS）
- 人形佐七捕物帳 （1971年、NET / 東宝）
  - 第2話「謎の銀かんざし」 - 笹川米彦
  - 第16話「黒猫を抱く娘」 - 宏之進
- 鬼平犯科帳 第2シリーズ 第2話「猫じゃらしの女」（1971年、NET / 東宝） - 卯之吉
- 気になる嫁さん（1971年 - 1972年、NTV / ユニオン映画）
- ターゲットメン 第7話「真珠湾沖大海戦」（1971年、NET / 東映）
- 右門捕物帖 第38話「逆転」（1975年、NET / 東映）
- 伝七捕物帳 第84話 「子はかすがい情けの絆」（1975年、NTV）-吉之助 役
- 白い秘密（1976年 - 1977年、TBS / 松竹） - 江田信彦
- 暖流（1976年 - 1977年、YTV）
- いろはの"い" 第23話「波紋」（1977年、NTV / 東宝） - 瀬田校長
- 白い波紋（1977年、TBS / 松竹） - 高村謙次
- 大江戸捜査網（12ch→TX / 三船プロ）
  - 第329話「屈辱に耐えた夫婦の絆」（1978年） - 宮本勇之進 役
  - 第507話「傷だらけの人質救出作戦」（1981年） - 佐伯玄承
- 特捜最前線（ANB / 東映）
  - 第56話「絞殺魔・ノクターンが呼ぶ街!」（1978年）
  - 第418話「少年はなぜ母を殺したか!」（1985年）
- 桃太郎侍 第84話「無言で許す親心」（1978年、NTV / 東映） - 織部弾正
- 暴れん坊将軍シリーズ（ANB / 東映）
  - 吉宗評判記 暴れん坊将軍 第25話「素破!天下の一大事」（1978年） - 柳川軍兵衛
  - 暴れん坊将軍IX 第17話「乙女の叫び 私の命をさしあげます!」（1999年） - 石崎土佐守
  - 暴れん坊将軍X 第16話「顔の見えない逢瀬! 陰謀に利用された芸者の恋」（2000年） - 山之内修理
- 若さま侍捕物帳 第10話「参上!!謎の短銃」（1978年、ANB / 国際放映）
- 大空港（1978年、CX / 松竹） - 高木警視 ※セミレギュラー
- 大河ドラマ（NHK）
  - 竜馬がゆく（1968年） - 間崎哲馬 役
  - 草燃える（1979年） - 三善康信
  - おんな太閤記（1981年） - 明智光秀
  - 春の波涛（1985年） - 喜多村緑郎 役
  - 琉球の風（1993年） - 平田増宗 役
  - 八代将軍吉宗（1995年） - 井上正岑
  - 毛利元就（1997年） - 福原貞俊
  - 元禄繚乱（1999年） - 近衛基熙
- 江戸の激斗 第20話「傷だらけの二人」（1979年、CX / 東宝） - 戸倉新兵衛
- ミラクルガール 第16話「怪奇・美女惨殺の館」（1980年、12ch / 東映）
- ザ・ハングマンシリーズ（ABC / 松竹芸能）
  - ザ・ハングマン 第13話「女ハングマン暁に死す」（1981年） - 平岡雅彦
  - 新ハングマン 第15話「通り魔に夫の出世を賭ける妻」（1983年） - 会沢優一（タサカ貿易部長）
  - ザ・ハングマン4 第17話「浮気ドライブに追突事故が演出される!」（1985年） - 安東社長
  - ハングマンGOGO 第11話「裸女も貸します殺人バンク」（1987年） - 永田省三
- 服部半蔵 影の軍団 第4話「京の春、お歯黒の罠」（1980年、KTV / 東映） - 東大路公房
- ウルトラマン80 第41話「君はゼロ戦怪鳥を見たくないかい?」（1981年、TBS / 円谷プロ） - 斉藤武夫の父
- 闇を斬れ 第6話「ふる里遠く夫婦花」（1981年、KTV / 松竹） - 松宮弥一郎
- 西部警察 PART-III 第42話「少年Aの2時間」（1984年、ANB / 石原プロ） - 辺見辰治
- 必殺シリーズ（ABC / 松竹）
  - 必殺仕切人 第9話「もしも女房が裸婦モデルになったら」（1984年） - 忠尚
  - 必殺仕事人V 第4話「主水 家をしめ出される」（1985年） - 下山
  - 必殺橋掛人 第10話「日本橋の地獄火を探ります」（1985年） - 茂十郎
  - 必殺仕事人V・激闘編 第28話「何でも屋の加代、求婚される」（1986年） - 和泉堂甚兵衛
  - 必殺仕事人・激突! 第17話「主水、幕府のクーデターにまきこまれる」（1992年） - 江利対馬守 ※石浜朗 名義
- 真田太平記（1985年、NHK） - 宇喜多秀家
- 忍の一字（1985年3月23日、NHK） - 鳥丸兼仁
- 超新星フラッシュマン（1986年、ANB） - 時村博士
- あなただったら?（1986年、TBS）
- 私鉄沿線97分署 第79話「壁をスイスイ! ヤモリ男の謎!?」（1986年、ANB）
- 誇りの報酬 第18話「真昼の挑戦者」（1986年、NTV / 東宝） - 国谷
- 女ふたり捜査官 第20話「犯されて赤い殺意」（1987年、ABC / テレパック）
- 火曜サスペンス劇場（NTV）
  - 浅見光彦ミステリー 第3作「佐渡伝説殺人事件」（1988年、近代映画協会） - 三輪昭二
  - 女弁護士・高林鮎子 第11作「能登に消えた女」（1993年、東映） - 刑事課長
- さすらい刑事旅情編 第11話「九州縦断SL列車“あそBOY”号 火の国の女の殺意」（1988年、ANB / 東映）
- 大岡越前（TBS / C.A.L）
  - 第10部 第25話「亡霊に狙われた男」（1988年8月22日） - 橘屋信吉
  - 第13部 第10話「女を喰った非道医者」（1993年1月18日） - 諸井久庵
- 大忠臣蔵（1989年、TX）
- メタルヒーローシリーズ（ANB / 東映）
  - 機動刑事ジバン（1989年） - 柳田誠一
  - 特救指令ソルブレイン 第9話「父と娘の赤い絆」（1991年） - 神崎栄三
- 翔んでる!平賀源内 第19話「飛べ飛べ飛行機」、第20話「男の浪漫は永遠に」（1989年、TBS・C.A.L） - 水野出羽守忠友
- 夏の嵐（1989年、THK） - 南部雅春
- 月影兵庫あばれ旅 第1シリーズ 第7話「悪党だます悪い奴」（1989年、TX / 松竹） - 岡部頼母
- 付き馬屋おえん事件帳 第1シリーズ 第9話「吉原悲話露の情け」（1990年、TX / 松竹） - 豊前屋
- 水戸黄門（TBS / C.A.L）
  - 第20部 第7話「怨みを買った女医師 -桑名-」（1990年12月17日） - 村山浩庵
  - 第21部 第14話「瞼の父は偽黄門 -宇和島-」（1992年7月6日） - 堀川大膳
  - 第22部 第36話「花のお江戸の大掃除 -江戸-」（1994年1月24日） - 菅谷監物
  - 第23部 第32話「酒にのまれて人殺し -兵庫-」（1995年3月20日） - 川浪丹波
  - 第28部 第13話「哀しきゴマスリ出世道 -桑名-」（2000年6月5日） - 松岡左内
- 金田一耕助の傑作推理・悪魔が来りて笛を吹く （1992年、TBS / 東阪企画） - 椿英輔
- 土曜ワイド劇場 「こちら禅寺探偵曲1」（1993年） ‐ 池下宣三
- 江戸を斬るVIII 第26話「将軍暗殺の陰謀」（1994年、TBS / C.A.L） - 沖永久左衛門
- 土曜ワイド劇場 / 西村京太郎トラベルミステリー 第27作「スーパービュー踊り子号 殺意の旅」（1995年、ANB） - 森谷清彦
- はぐれ刑事純情派 第9シリーズ 第17話「襲われた悪妻! 謎の目撃証言」（1996年、ANB / 東映）
- はるちゃん 第37話 - 第39話（1996年、THK） - 山内龍造
- 鬼平犯科帳 第8シリーズ 第8話「影法師」（1998年、CX） - 中山茂兵衛
- 月曜ミステリー劇場 / 十津川警部シリーズ 第29作「松山・道後〜十七文字の殺人」（2003年、TBS） - 山下俊吾
- 女と愛とミステリー / 坊さん弁護士・郷田夢栄 第2作（2004年、TX） - 浜山良一
- 相棒 Season 7 第6話「希望の終盤」（2008年、EX / 東映） ‐ 里見二三一
- ゴーストフレンズ 第4回ゲスト（2009年、NHK） - 石山正造 役

### ビデオ作品
- 真・仮面ライダー 序章（1992年） - 風祭大門

### 吹き替え
- サーフサイド6（1961年 - 1963年） - サンディ・ウインフィールド2世（トロイ・ドナヒュー）